# Liebster Gott, wann werd' ich sterben?
Liebster Gott, wann werd' ich sterben? (in tedesco, "Amato Dio, quando morirò?") BWV 8 è una cantata di Johann Sebastian Bach.

## Storia
La cantata venne composta a Lipsia nel 1724 per la XVI domenica dopo la Trinità e fu eseguita il 24 settembre dello stesso anno. Il testo è basato su un corale omonimo di Caspar Neumann per i movimenti 1 e 6 e su testo di autore sconosciuto per gli altri movimenti.

## Struttura
La Liebster Gott, wann werd' ich sterben? è composta per soprano solista, contralto solista, tenore solista, basso solista, coro, flauto I e II, oboe d'amore I e II, archi, corno e basso continuo ed è suddivisa in sei movimenti:
1. Coro: Liebster Gott, wann werd' ich sterben? ("Amato Dio, quando morirò?"), per tutti.
2. Aria: Was willst du dich, mein Geist, entsetzen ("Perché ti spaventi, anima mia"), per tenore, oboe d'amore e continuo.
3. Recitativo: Zwar fühlt mein schwaches Herz ("Dunque il mio debole cuore prova"), per contralto, archi e continuo.
4. Aria: Doch weichet, ihr tollen, vergeblichen Sorgen! ("Ritiratevi, dunque, vane e terribili angosce!"), per basso, flauti, archi e continuo.
5. Recitativo: Behalte nur, o Welt, das Meine! ("Conserva, mondo, ciò che è mio!"), per soprano e continuo.
6. Corale: Herrscher über Tod und Leben ("Sovrano sulla vita e sulla morte"), per tutti.

Esiste anche una versione alternativa di questa cantata, forse riarrangiata nel 1746-1747, che comprende diverse modifiche minori nella strumentazione, come, nel primo movimento, le parti degli oboi assegnate ai violini.